# دارن لو
دارن لو (انگلیسی: Darren Lowe؛ زادهٔ ۱۳ اکتبر ۱۹۶۰) بازیکن هاکی روی یخ اهل کانادا است.